# Anomiopsoides heteroclyta
Anomiopsoides heteroclyta är en skalbaggsart som beskrevs av Blanchard 1846. Anomiopsoides heteroclyta ingår i släktet Anomiopsoides och familjen bladhorningar. Inga underarter finns listade i Catalogue of Life.